# Puntius burmanicus
Puntius burmanicus är en fiskart som först beskrevs av Day, 1878.  Puntius burmanicus ingår i släktet Puntius och familjen karpfiskar. IUCN kategoriserar arten globalt som otillräckligt studerad. Inga underarter finns listade i Catalogue of Life.